# 曾鉴修
曾鉴修（1916年—1985年），男，广东蕉岭人，中华人民共和国军事人物，中国人民解放军少将，曾任昆明军区后勤部副部长、顾问，石家庄高级陆军学校政治部顾问。